# Alexis Batista
Alexis Batista (4 de enero de 1976) es un levantador de pesas panameño. 

## Biografía
Representó a Panamá en competencias internacionales. Participó en los Juegos Olímpicos de Atlanta 1996 en la prueba de 64 kg quedándose en la posición veinte y siete y en los Juegos Olímpicos de Sídney 2000 en la prueba de 69 kg quedándose en la posición dieciséis. Compitió en campeonatos mundiales, más recientemente en el Campeonato Mundial de Halterofilia de 1999.